# Indiana University Bloomington
Indiana University Bloomington (IU Bloomington) er et offentligt universitet beliggende i Bloomington, Indiana, USA. Det er hovedcampus for Indiana University-systemet og en af de ældste og største videregående uddannelsesinstitutioner i delstaten. Universitetet blev grundlagt i 1820 og tilbyder en bred vifte af bachelor-, kandidat- og ph.d.-uddannelser inden for blandt andet erhverv, jura, humaniora, naturvidenskab og ingeniørvidenskab.
Indiana University Bloomington adskiller sig fra Indiana University, som er en samlet betegnelse for hele universitetssystemet i delstaten Indiana. Indiana University har flere campusser i blandt andet Indianapolis, Fort Wayne og South Bend. Selvom hver campus har sine egne akademiske programmer, er Bloomington det største og mest anerkendte campus. Universitetet huser flere forskningscentre, biblioteker og kulturelle institutioner, herunder Lilly Library og Indiana University Art Museum.